# Air Kokshetau

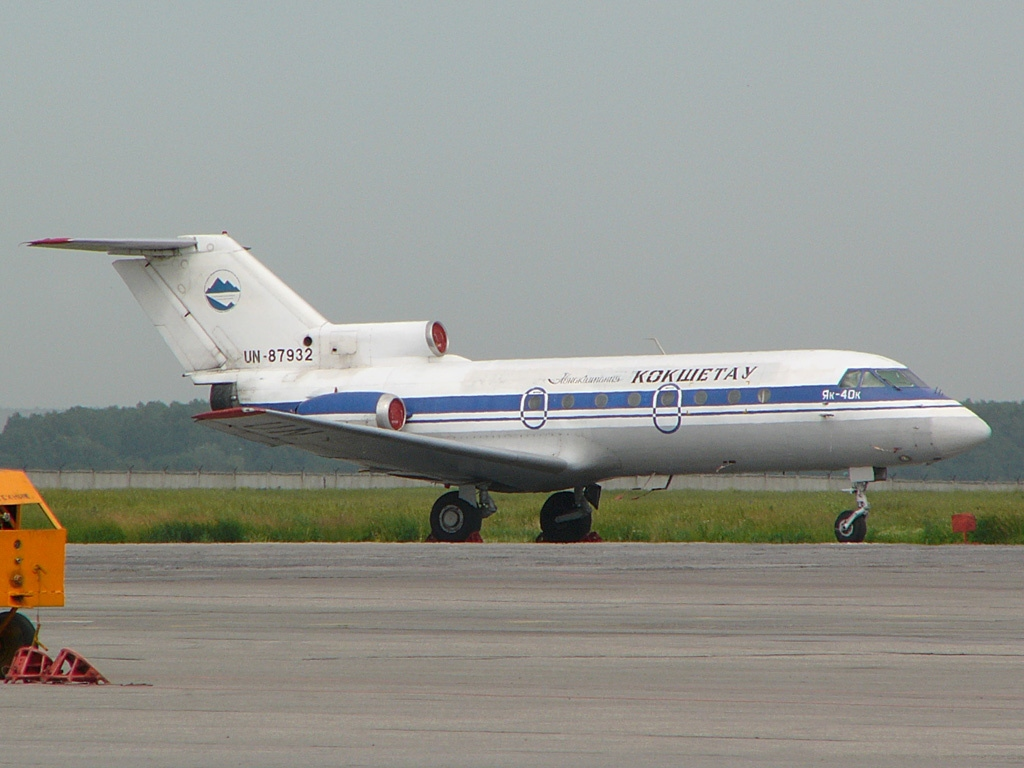
Yakovlev Yak-40K, Kokshetau Airlines, 2005

Air Kokshetau, ibland Kokshetau Airlines var ett kazakiskt flygbolag, grundat 2002. Air Kokshetau hade sina huvudkvarter i staden Köksjetau. I mars 2007 hade Air Kokshetau 238 anställda. Air Kokshetau står på EU:s svarta lista över flygbolag som inte får flyga inom EU. I flottan ingick två Iljusjin Il-62M och fem Jakovlev Jak-40. Tidigare hade man också en Airbus A310.

## Destinationer
Air Kokshetau flög från Köksjetau till Almaty och Petropavl.